# 음력 12월 25일
음력 12월 25일은 음력 12월의 25번째 날이다.

## 사건
- 2003년 - 분당선 야탑 - 서현 구간에 이매역 개통.

## 탄생
- 1975년 - 대한민국의 기업인 조원태.
- 1982년 - 대한민국의 배우 손석구.
- 1984년 - 대한민국의 가수 이해리(다비치).
- 1999년 - 대한민국의 수영 선수 한다경.

## 사망
- 1929년 - 한국의 독립 운동가 김좌진.

## 같이 보기
- 음력 360일: 1월 2월 3월 4월 5월 6월 7월 8월 9월 10월 11월 12월
- 전날:12월 24일 다음날:12월 26일 - 전달:11월 25일 다음달:1월 25일
- 양력:12월 25일
- 음력, 윤달